# ドミノ・ピザ
ドミノ・ピザ（Domino's Pizza, Inc.）は、アメリカの宅配ピザチェーン店。2023年現在、世界で最も多く展開しているピザ販売企業。

## 概説

ドミノ・ピザが出店している国（赤）

1960年、アメリカのミシガン州イプシランティの学生街にあった「ドミニックス・ピッツァ」（DomiNick's Pizza）という小さなピザショップを、創業者のトーマス・S・モナハンがドミニック・デヴァーティ（Dominick DeVarti）より500ドルで買収した。これが、ドミノ・ピザの始まりである。しかし、彼はピザの作り方に精通していたわけでもレストランの経営に長けていたわけでもなかったため、一年足らずで店の経営を兄弟のジェームスに任せ退く。その後、店から離れた場所にあり、車を持たない学生が多い東ミシガン大学の学生に宅配するアイデアを思いつき、現在の母音で終わりイタリア的な響きのドミノ・ピザの店名で再度参入し、これがヒットした。
「手作りならではの味を食卓へ届ける」「30分を超えた場合は無料」というシステムが多くの支持を集めた。このシステムは、アメリカだけでなく、アジアやヨーロッパ、オーストラリアなど、世界中で親しまれていた（ただし、セントルイスで起こった配達員の信号無視による死亡事故により、現在はこの施策は撤廃されている）。
米国のドミノピザは、地域フランチャイズの展開と大量のTVCMのサポートで、一気に地域一番店になる戦略を打ち立てた。直営店舗のみで店舗展開を短期間に行うことは資金確保上難しいため、フランチャイジーの負担で出店するフランチャイズシステムを採用することにより、本部の金銭的な負担が無いばかりか、フランチャイズ加盟金と保証金を受け取ることが出来るシステムで急成長した。さらに集中出店する地域に効率的にTVCMを投入することは成功を推し進めた。その結果、米国のドミノピザは短期間で大チェーンになった。
現在の本社は、ミシガン州アナーバーにある。

## 日本での展開

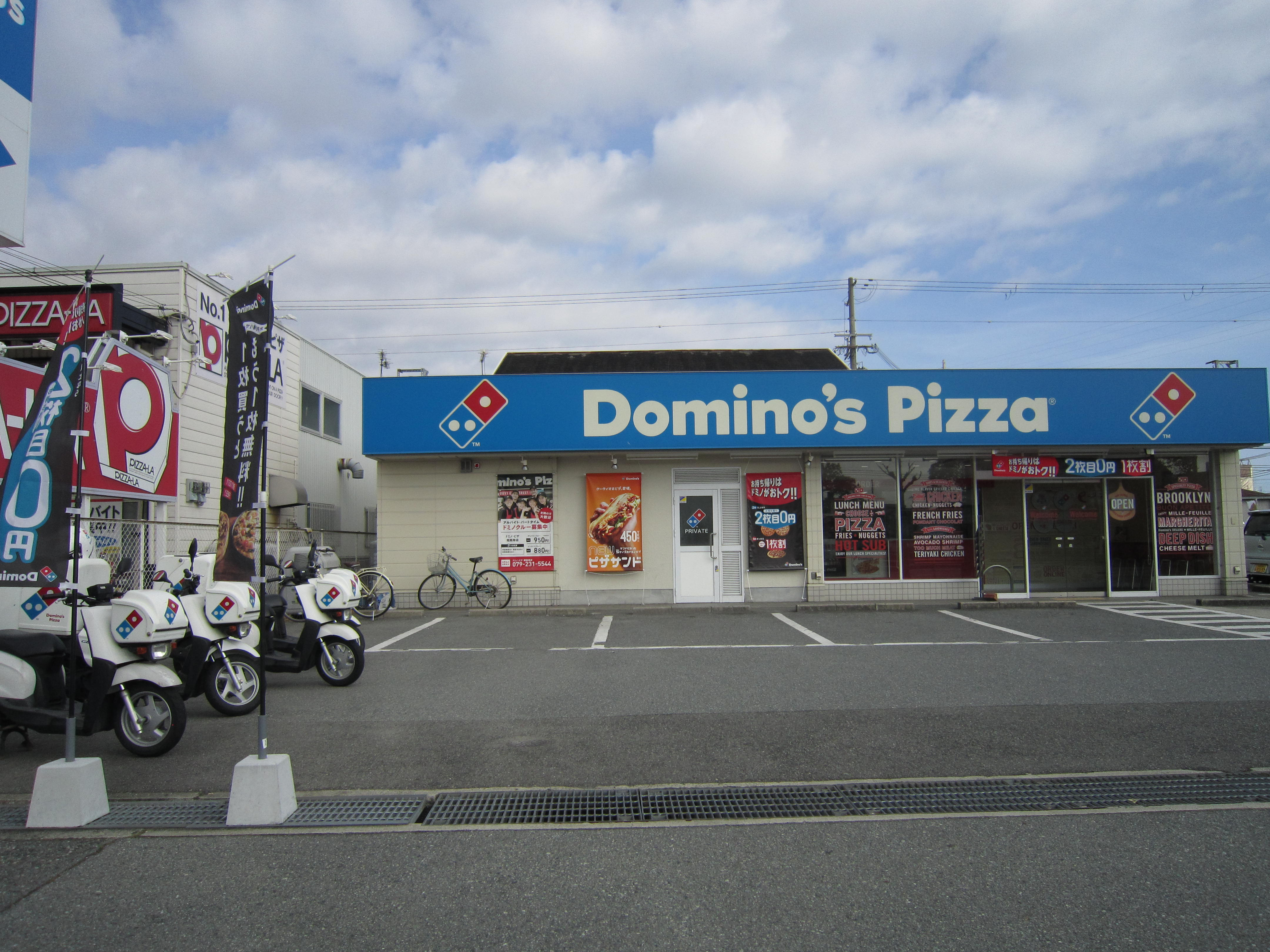
ドミノピザ姫路南店（兵庫県姫路市）

日本では株式会社ドミノ・ピザ ジャパンが展開。
1985年（昭和60年）、本家の米国ドミノ・ピザ社とフランチャイズ契約を締結し、同年9月30日に東京・恵比寿で1号店をオープンした。その後は様々な宅配チェーンが参入しているが、宅配バイクや厨房機器など店舗運営システムの多くは同社が日本で最初に導入している。
本家アメリカのドミノ・ピザは、主に自動車にて配達を行っているが、日本の道路事情にあった配達手段として、通称「ドミノジャイロ」と呼ばれる三輪バイク（ホンダのジャイロXに屋根を付けて改造）を開発した（後にホンダからジャイロキャノピーとして屋根付きモデルが発売されており、この経緯から同業他社よりジャイロシリーズではジャイロキャノピーの採用比率が高くなっている）。
ちなみに、日本国内で営業開始したばかりのドミノ・ピザに浅野秀則（後にピザーラを展開する株式会社フォーシーズ社長に就任）がフランチャイズ加盟申請するも、直営店主義を理由に断られたことがピザーラの誕生したきっかけである（なお、同ブランドを含むフォーシーズが運営する宅配事業においては前述のジャイロキャノピーの採用比率が低く、大半がジャイロXとなっている）。
関東地方を中心に展開しており、2021年12月8日の島根県への出店をもって、大手宅配ピザチェーンとして初の全47都道府県に出店達成となった。なお、鹿児島県は鹿児島市西田の店舗が2008年4月で閉店し一時期撤退していたが2020年9月に、北海道は2020年11月に、高知県は2021年4月にそれぞれ再出店を行っている。その後2024年5月19日に山形県内の全3店舗を閉店したため、全47都道府県への出店は2年半で途切れた。
店舗数は2013年から加速度的に増加し、2023年10月に1000店舗を達成している。しかし2024年7月17日にはドミノ・ピザブランドのオーストラリアフランチャイズ法人であるドミノ・ピザ・エンタープライゼスが日本国内の最大80店舗を閉鎖すると発表し、週刊誌系メディアからも特に東北地方での大量閉店を指摘され、「経営危機」と報じられた。
一部店舗では食べ放題がある。

### ドミノ・ピザ ジャパン
2010年（平成22年）3月までの沿革は「ヒガ・インダストリーズ#旧会社」も参照。
創業当時の社名は株式会社ワイ・ヒガコーポレーション。創業者は比嘉悦雄。
- 1985年（昭和60年）、米国のドミノ・ピザ社とライセンス契約を結ぶ。第1号店を東京・恵比寿にオープン。
- 1994年（平成6年）、株式会社ワイ・ヒガコーポレーションから、株式会社ヒガ・インダストリーズに社名変更。
- 2004年（平成16年）、地方においてフランチャイズ契約による店舗を展開する。
- 2006年（平成18年）8月、株式会社ダスキンと資本業務提携したことから、大株主は大和証券系の投資ファンド「大和SMBCキャピタル」が約44%出資し、株式会社ダスキンが同じく約44%となった[9]。この年からアメリカのファストカジュアル形式のサンドイッチチェーンであるクイズノス・サブ（Quiznos Sub）とのフランチャイズ契約を締結し、2006年（平成18年）から日本において同ブランドのチェーン展開を行ったが、2009年（平成21年）に撤退している。
- 2010年（平成22年）
  - 1月、ダスキンは、保有する全株式44%を、アメリカのドミノ・ピザ社の筆頭株主であるベインキャピタルに約26億4000万円で売却[10]。ベインキャピタルは、すべての株式を取得して完全子会社化を予定。
  - 2月、ベインキャピタルの完全子会社となる。また、代表取締役社長には、スコット・オルカーが就任。
  - 3月、株式会社ドミノ・ピザ ジャパン（英文社名：Domino's Pizza Japan,Inc.）に社名変更。同月、北海道で唯一、札幌のみで展開していた3店舗を不採算店舗として一斉閉店し、北海道から完全撤退。東北以北の店舗がなくなり、「北海道での再進出は今後一切考えていない」と当時の関係者はコメントしていた（後に下述の理由で撤回）。後に福島・宮城に再店舗展開。
- 2013年（平成25年）3月、日本国内で250店舗目となる小田原店をオープン[11]。
- 2015年（平成27年）9月、日本国内で400店舗を達成[12][13]。
- 2017年（平成29年）9月、日本国内で500店舗を達成[12][14]。
- 2019年（平成31年）3月、日本国内で業界最多となる555店舗を達成し、10年連続で店舗数増加記録を更新。更なる店舗拡大計画のため、10,000人のアルバイトクルー募集も実施[15]。
- 2019年（令和元年）7月、日本国内で600店舗を達成。売上・店舗数がデリバリーピザチェーンで日本1位となり、名実ともに業界最大手の地位を獲得。
- 2020年（令和2年）北海道に再出店。ドミノ・ピザ ジャパンは「28年までに全国の店舗数を1000店に増やす」とする計画に方針を転換し、北海道での再出店はその一環。今後も北海道での出店を増やす考えであるとのこと。
- 2025年（令和7年）2月7日、ドミノ・ピザ・エンタープライゼスは日本国内の約1000店舗の2割近くに当たる172店舗を閉鎖することを発表したが、対象店舗名などは分かっていない。[16]

### コラボ企画・イメージキャラクター
- Habbo - 後節参照。
- 劇団ひとり - 2007年（平成19年）から始まり2008年（平成20年）まで、日本でドミノ・ピザのCMキャラクターに起用されている。
- ポケットモンスター ダイヤモンド&パール - 2008年（平成20年）から2010年（平成22年）まで、日本でドミノ・ピザのイメージキャラクターに起用されている。
- ワンピース、トリコ - 2011年（平成23年）から始まり2013年（平成25年）まで、日本でドミノ・ピザのイメージキャラクターに起用されている。
- 青の祓魔師 - 2012年（平成24年）以降、日本でドミノ・ピザのタイアップキャラクターに起用されている。
- 初音ミク - 後節参照。
- ノイド（Avoid the Noid） - 米国のオリジナルイメージキャラクターとして登場したマスコットキャラクターで、1986年から1989年にかけて米国のテレビCMや広告に起用された。その後も期間限定のキャンペーンなどに登場している。2021年「クラッシュ・バンディクー ブッとび!マルチワールド」とドミノ・ピザのコラボキャンペーンで初めて日本でも起用された。

### プロモーション活動・ヒット商品
割引券がゲットできるコラボアプリ
ジー・モードによって制作されたゲームアプリが、2005年2月28日より配信された。ゲームで一定の条件をクリアすると割引クーポンが発行され、実際に利用できる。現在もダウンロードできるがプレイはできず、注文専用のアプリになっている。
Habboタイアップキャンペーン
Habbo日本版とのコラボレーションとして、2008年4月16日から5月17日にかけてぐるなびデリバリーでのピザ注文を対象にキャンペーンを実施した。Habboゲーム内でのオリジナルバッジとゲーム内通貨25ポイントをもれなくプレゼントするほか、抽選でHabboオリジナルTシャツやプレゼントチケット2500円分をプレゼントした。
時給250万円のアルバイト募集
ドミノピザの日本進出25周年記念として、2010年11月に「時給250万円」のアルバイト社員1名を募集するキャンペーンを発表した。応募資格は18歳以上であれば経験不問とされ、採用選考は『テレビブロス』が担当し、清水ミチコ、光浦靖子、岩井志麻子、辛酸なめ子が面接官となって最終面接を行った。
応募総数10895名の中から選ばれたのは宮崎県在住の主婦で、仕事内容は調布飛行場から飛行機に乗り伊豆大島までピザの配達を行うというものだった。
The 25th Anniversary イケメンドミノ25コンテスト
2011年1月14日から2月6日にかけてホームページ上にて投票によってドミノ・ピザスタッフ26名の中から1名イケメンを決めようというイベントが開催されていたが、暫定1位だったNo.15（社員）を抜いてNo.11が数時間で100万票以上も獲得して1位に浮上するなど、かつてネット上で問題となった川崎祭と類似した大量投票が目立つようになった。そのため、投票システムの不備を理由にイベントは中止となった。
Domino's App feat. 初音ミク
2013年7月17日から2014年3月9日までVOCALOIDの初音ミクとコラボし、iOSアプリ限定で提供されたサービス。AR（拡張現実）を利用して初音ミクの写真が取れる「ソーシャルピザカメラ」、アプリからの注文で届く"スペシャルボックス"を利用した「Pizza Stage Live」、注文回数に合わせて壁紙が貰える「壁紙コレクション」など、様々なサービスが行われていた。
なお、「ソーシャルピザカメラ」などは本サービス終了後でも利用可能となっている。
ニューヨーカー 1キロ ウルトラ チーズ
2019年6月10日から6月23日まで、“ニューヨーカーレンジ”と呼ばれる直径40cmの生地の上に、1kgの100％モッツァレラチーズが乗った「ニューヨーカー 1キロ ウルトラ チーズ」を発売した。2018年にチーズを通常の4倍乗せた「ウルトラ盛」を販売して累計100万枚のヒット商品となったが、それを上回るドミノ・ピザ史上最多のチーズを使用した商品となっている。同商品は、販売開始直後からTwitterを中心としたSNSやネットで大きな反響を呼び、一部店舗では品切れが発生していた。この点について、同社は「ご迷惑をおかけしておりますことを深くお詫び申し上げます」とした上で、「全てのお客様に本商品を楽しんで頂けますよう、7月7日まで販売期間を延長する」と公式Twitterで報告した。日本では2024年月21日に全サイズの販売が終了。
無料ピザで地域支援
2020年4月から、新型コロナウイルスの影響で困難な状況が続く中で地域社会を支えている方々に向けた支援活動として、全国店舗で実施した。

### 行政処分
2023年6月27日、チラシに不当な表示をしたとして、ドミノピザ・ジャパンが消費者庁から不当景品類及び不当表示防止法違反（有利誤認）で再発防止を求める措置命令を受けた。同庁によると、ドミノピザでは2022年10月～2023年4月、ピザなどを買う際、商品代金に6～7％のサービス料が加算されていたが、チラシでは商品代金を強調する一方、サービス料を小さく記載し、商品代金のみで買えるかのように、誤解を与える表示をしていた。

### 不適切動画騒動
2024年2月12日・尼崎市の尼崎店にて、アルバイトスタッフが発酵する前の生地に鼻くそをほじった指を突っ込むフリをしようとした動画を撮影し、X（旧ツィッター）にアップされ、それらがXを含むSNSに拡散された。
これを受け、ドミノピザジャパンは、同日付で「お客様に置かれましてはご不快な思いとご迷惑をおかけしましたことをお詫び申し上げます」 と謝罪し、問題の投稿を行ったとされるアルバイト従業員2人に対して直ちに解雇処分を言い渡すとともに、尼崎店にあった当該生地を含め、すべての生地を廃棄処分とし、当面、外部の業者による徹底した清掃・消毒と、当該店舗全スタッフの再教育を行うまで営業停止の処分とすることを発表。また今回の加害者となった元従業員に対しても就業規則に基づき厳正な処分と、法的措置を検討するとした。

## テレビ番組
- 日経スペシャル カンブリア宮殿 宅配の王者「ドミノ・ピザ」復活の舞台裏（2022年12月22日、テレビ東京）- ドミノ・ピザ ジャパン代表取締役 ジョシュ・キリムニック出演[24][25]。

## イタリアでの展開
2015年、ドミノ・ピザはイタリアの業者と組んでピザ発祥国に逆上陸を行った。ローマを中心に出店を行ったが、地元の業者が注文アプリソフトを開発するなどして対抗。業績を伸ばせないまま、2022年に撤退に追い込まれた。